# Göran Oskarsson
Karl Göran Oskarsson, född 26 juni 1930 i Stora Tuna församling, Kopparbergs län, död 15 januari 2015 i Tölö församling, Hallands län, var en svensk arkitekt.
Oskarsson, som var son till författaren Thure Oskarsson och Olga Ericson, avlade studentexamen i Falun 1949 och utexaminerades från Chalmers tekniska högskola 1955. Han var anställd hos arkitekt Edvin Bergenudd i Örebro 1955, på länsarkitektkontoret där 1956, blev chefsarkitekt vid AB Elementhus i Mockfjärd 1957, vid AB Svenska Trähus i Stockholm 1960, stadsarkitekt i Kramfors stad 1963 samt därefter planarkitekt i Halmstads stad och stadsarkitekt i Kungsbacka kommun. Han var styrelseledamot i Yngre arkitekters nämnd 1956–1957. Han företog studieresor till Italien och Tyskland.